# Волкова, Ольга Васильевна
О́льга Васи́льевна Во́лкова (24 июля 1927 — 11 января 2015) — советский, российский эмбриолог, доктор медицинских наук, профессор; академик АМН СССР (1991), академик РАН (2013); Заслуженный деятель науки Российской Федерации.

## Биография
С отличием окончила педиатрический факультет II Московского медицинского института, затем там же — аспирантуру на кафедре гистологии и эмбриологии.
Всю жизнь преподавала на кафедре гистологии и эмбриологии II Московского медицинского института (ныне — Российский национальный исследовательский медицинский университет имени Н. И. Пирогова): ассистент, доцент (1963), профессор (1968), заведующая кафедрой (с 1969). Создала программы профилированного обучения гистологии и эмбриологии на педиатрическом факультете; под её руководством создан эмбриологический музей, не имеющий аналогов среди музеев медицинских вузов.
В 1974 г. избрана членом-корреспондентом АМН СССР, в 1991 — академиком АМН СССР; академик РАН с 30 сентября 2013 г. Являлась вице-президентом Всесоюзного научного общества анатомов, гистологов и эмбриологов; председателем морфологического комитета Министерства здравоохранения СССР; председателем Комиссии по эмбриологической номенклатуре; председателем специализированного Учёного совета по гистологии и эмбриологии. Входила в состав редакционной коллегии «Журнала по анатомии, гистологии и эмбриологии», Учебной методической комиссии Министерства здравоохранения СССР.

### Семья
Муж — Мстислав Васильевич Волков (1923-2001), академик РАМН, директор Центрального института травматологии и ортопедии (1961—1984), профессор кафедры детской хирургии и ортопедии Российской медицинской академии последипломного образования;
- дочь — Елена (р. 1963), педиатр.

Похоронена рядом с мужем на Востряковском кладбище.

## Научная деятельность
Сформулировала концепцию многокомпонентности системы поддержания внутригонадного гомеостаза и регуляции прогенеза.
В 1954 г. защитила кандидатскую, в 1967 г. — докторскую диссертации.
Подготовила более 100 кандидатов и докторов наук.

## Награды и признание
- Заслуженный деятель науки Российской Федерации (1997).